# Trädhagtorn
Trädhagtorn (Crataegus submollis) är en rosväxtart som beskrevs av Charles Sprague Sargent. Trädhagtorn ingår i hagtornssläktet som ingår i familjen rosväxter. Arten förekommer tillfälligt i Sverige, men reproducerar sig inte. Inga underarter finns listade i Catalogue of Life.

## Bildgalleri

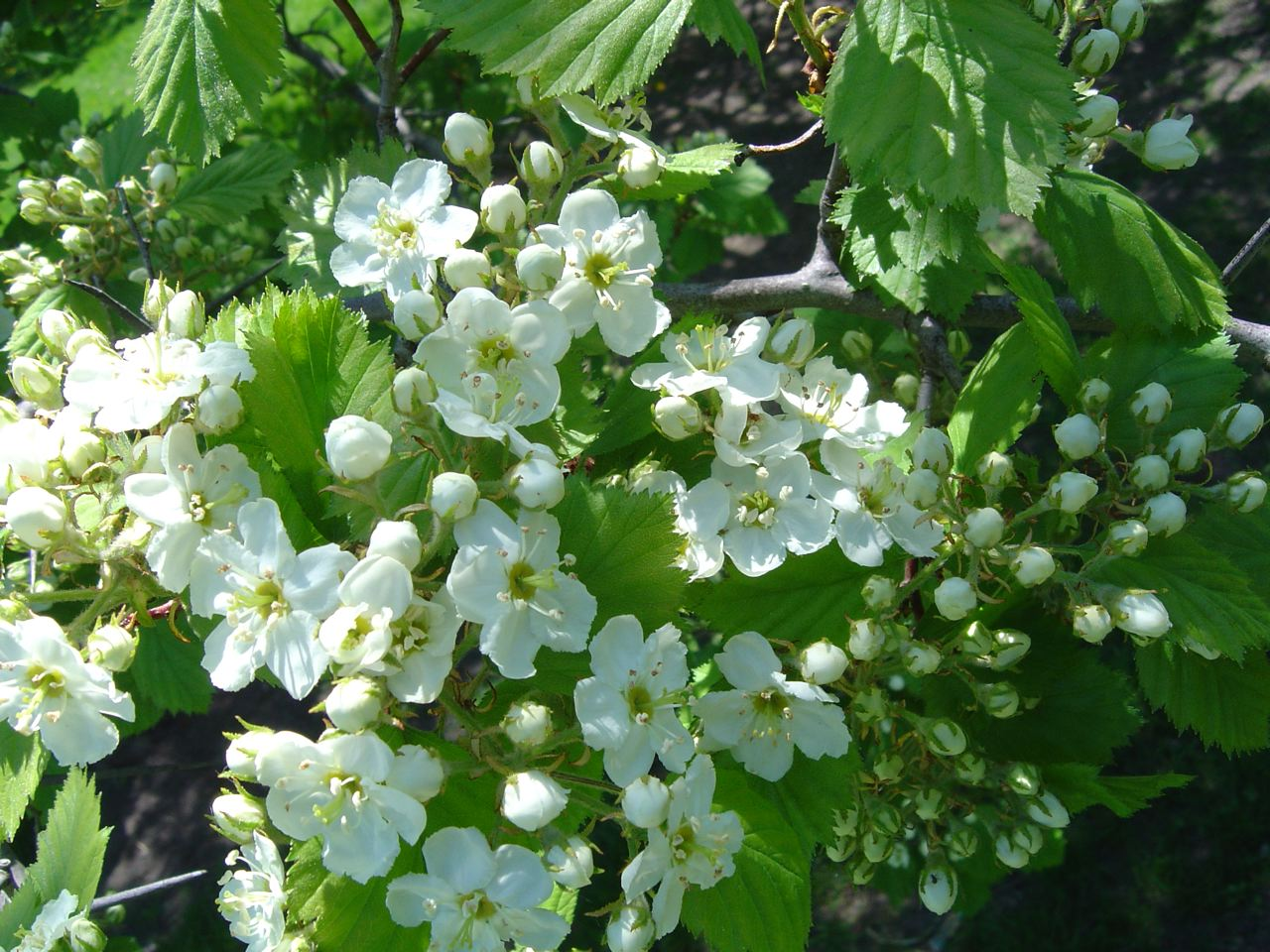